# Peugeot Tipo 4

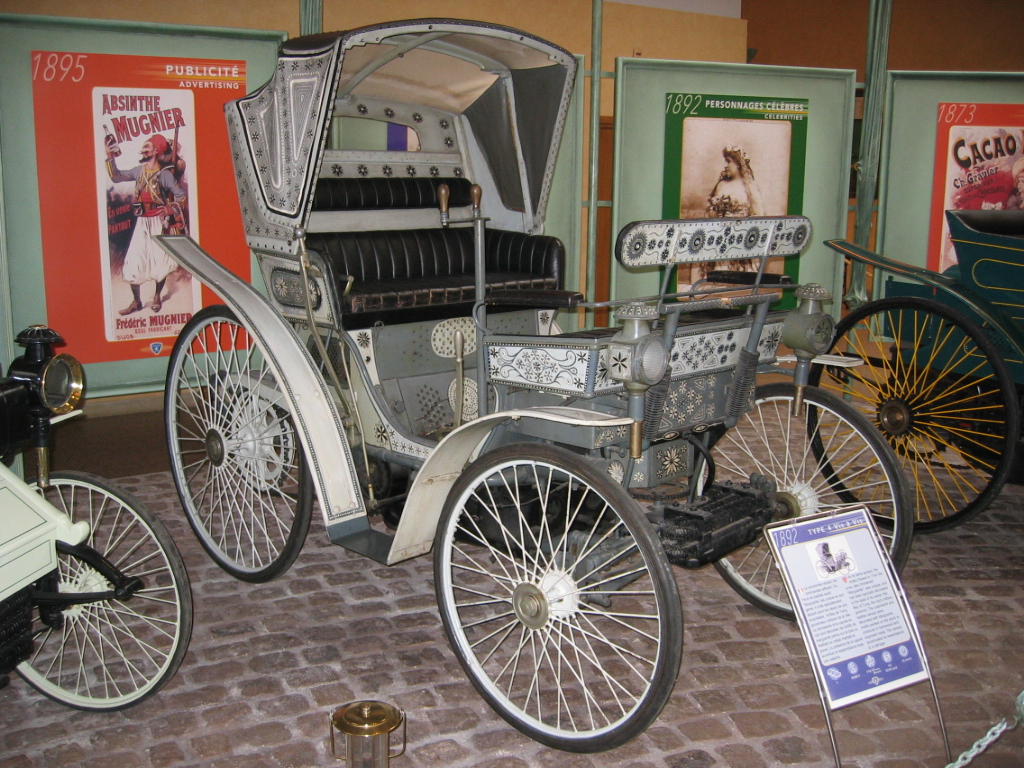
Peugeot Tipo 4 en el Musée de l'Aventure Peugeot. Sochaux, Francia

El Peugeot Tipo 4 fue un automóvil producido por Peugeot en 1892 para Ali III ibn al-Husayn, el Bey de Túnez, de cuyos deseos el vehículo fue decorado.

## Detalles
El Tipo 4 poseía un motor bicilíndrico en V a 15 grados, de 1026 cc y que producía 4 HP de potencia. El motor de 0.6 L del Peugeot Tipo 3 se consideró que era insuficiente, y producía la mitad de potencia.  El coche, elaboradamente decorado, sobrevive y se encuentra en Sochaux, Francia.